# فهرست جایزه‌ها و نامزدی‌های شکل آب
شکل آب، یک فیلم در ژانر فانتزی تاریک رمانتیک و درام به کارگردانی گیرمو دل تورو است. فیلمنامه این فیلم توسط خود دل تورو و ونسا تیلور به رشته تحریر درآمده‌است. سالی هاوکینز، مایکل شنون، ریچارد جنکینز، داگ جونز، مایکل استولبارگ و اکتاویا اسپنسر از جمله بازیگران فیلم هستند. داستان فیلم در سال ۱۹۶۲ و در شهر بالتیمور اتفاق می‌افتد و وقایع زنی لال بنام الیسا را دنبال می‌کند که در آزمایشگاهی دولتی به عنوان نظافتچی کار می‌کند. با ورود موجود دوزیست عجیبی به آزمایشگاه، رابطه‌ای عاشقانه بین الیسا و آن موجود شکل می‌گیرد که این سبب آغاز ماجراهایی پر از خطر برای او می‌شود.
نخستین نمایش شکل آب در طی هفتاد و چهارمین جشنواره فیلم ونیز بود. ,فیلم مورد تحسین و استقبال منتقدان قرار گرفت و دل تورو در نهایت توانست جایزه شیر طلایی را از آن خود کند. شکل آب تحسین گسترده منتقدان و تماشاگران را در پی داشته و منتقدان قلم داستانی، کارگردانی، موسیقی، جلوه‌های ویژه و بازی سالی هاوکینز را ستودند. شکل آب جدا از تحسین منتقدان، نامزد و برنده جوایزهای متعدد از جشنواره‌ها و مراسم‌های سینمایی شد. بنیاد فیلم آمریکا شکل آب را یکی از ده فیلم برتر سال ۲۰۱۷ دانست.شکل آب در نودمین دوره جوایز اسکار موفق به نامزد شدن در ۱۳ رشته مختلف شد. از جمله: جایزه اسکار بهترین فیلم، جایزه اسکار بهترین بازیگر نقش اول زن برای سالی هاوکینز، جایزه اسکار بهترین کارگردانی و جایزه اسکار بهترین فیلم‌نامه غیراقتباسی برای دل تورو. شکل آب بیشترین نامزدی را این مراسم دارد. در نهایت فیلم موفق شد چهار جایزه اسکار بهترین فیلم، بهترین کارگردانی، بهترین موسیقی متن و بهترین طراحی صحنه را به دست آورد.همچنین این فیلم در هفتاد و پنجمین مراسم گلدن گلوب نامزد پنج جایزه بود که توانست جایزه گلدن گلوب بهترین کارگردانی و جایزه گلدن گلوب بهترین موسیقی را برای الکساندر دسپلا بدست آورد.شکل آب در هفتاد و یکمین دوره جوایز فیلم بفتا نیز موفق به نامزدی در ۱۲ رشته از جمله جایزه بفتای بهترین فیلم شد اما در نهایت توانست سه جایزه بهترین کارگردانی، بهترین موسیقی و بهترین طراحی لباس را بدست آورد. در زیر؛ فهرست کامل جوایز و نامزدی شکل آب را مشاهده می‌کنید.

## جوایز
| جایزه                               | تاریخ        | رشته                                                                       | دریافت‌کننده                                  | نتیجه     | منبع                               |
| ----------------------------------- | ------------ | -------------------------------------------------------------------------- | -------------------------------------------- | --------- | ---------------------------------- |
| جایزه اکتا                          | ژانویه ۲۰۱۸  | بهترین فیلم                                                                | شکل آب                                       | نامزدشده  | [ ۱۰ ] [ ۱۱ ]                      |
| جایزه اکتا                          | ژانویه ۲۰۱۸  | بهترین کارگردانی                                                           | گیرمو دل تورو                                | نامزدشده  | [ ۱۰ ] [ ۱۱ ]                      |
| جایزه اکتا                          | ژانویه ۲۰۱۸  | بهترین بازیگر نقش اول زن                                                   | سالی هاوکینز                                 | نامزدشده  | [ ۱۰ ] [ ۱۱ ]                      |
| انجمن منتقدان بازنشسته آمریکا       | فوریه ۲۰۱۸   | بهترین فیلم                                                                | شکل آب                                       | برنده     | [ ۱۲ ]                             |
| انجمن منتقدان بازنشسته آمریکا       | فوریه ۲۰۱۸   | بهترین بازیگر نقش مکمل مرد                                                 | ریچارد جنکینز                                | برنده     | [ ۱۲ ]                             |
| انجمن منتقدان بازنشسته آمریکا       | فوریه ۲۰۱۸   | بهترین کارگردانی                                                           | گیرمو دل تورو                                | برنده     | [ ۱۲ ]                             |
| انجمن منتقدان بازنشسته آمریکا       | فوریه ۲۰۱۸   | بهترین فیلمنامه                                                            | گیرمو دل تورو                                | نامزدشده  | [ ۱۲ ]                             |
| نودمین دوره جوایز اسکار             | مارس ۲۰۱۸    | جایزه اسکار بهترین فیلم                                                    | گیرمو دل تورو                                | برنده     | [ ۱۳ ]                             |
| نودمین دوره جوایز اسکار             | مارس ۲۰۱۸    | جایزه اسکار بهترین کارگردانی                                               | گیرمو دل تورو                                | برنده     | [ ۱۳ ]                             |
| نودمین دوره جوایز اسکار             | مارس ۲۰۱۸    | جایزه اسکار بهترین بازیگر نقش اول زن                                       | سالی هاوکینز                                 | نامزدشده  | [ ۱۳ ]                             |
| نودمین دوره جوایز اسکار             | مارس ۲۰۱۸    | جایزه اسکار بهترین بازیگر نقش مکمل مرد                                     | ریچارد جنکینز                                | نامزدشده  | [ ۱۳ ]                             |
| نودمین دوره جوایز اسکار             | مارس ۲۰۱۸    | جایزه اسکار بهترین بازیگر نقش مکمل زن                                      | اکتاویا اسپنسر                               | نامزدشده  | [ ۱۳ ]                             |
| نودمین دوره جوایز اسکار             | مارس ۲۰۱۸    | جایزه اسکار بهترین فیلم‌نامه غیراقتباسی                                     | گیرمو دل تورو و ونسا تیلور                   | نامزدشده  | [ ۱۳ ]                             |
| نودمین دوره جوایز اسکار             | مارس ۲۰۱۸    | جایزه اسکار بهترین موسیقی فیلم                                             | الکساندر دسپلا                               | برنده     | [ ۱۳ ]                             |
| نودمین دوره جوایز اسکار             | مارس ۲۰۱۸    | جایزه اسکار بهترین تدوین صدا                                               | نیلسون فریرا                                 | نامزدشده  | [ ۱۳ ]                             |
| نودمین دوره جوایز اسکار             | مارس ۲۰۱۸    | جایزه اسکار بهترین میکس صدا                                                | کریستین کوک                                  | نامزدشده  | [ ۱۳ ]                             |
| نودمین دوره جوایز اسکار             | مارس ۲۰۱۸    | جایزه اسکار بهترین طراحی صحنه                                              | جف ملوین                                     | برنده     | [ ۱۳ ]                             |
| نودمین دوره جوایز اسکار             | مارس ۲۰۱۸    | جایزه اسکار بهترین فیلم‌برداری                                              | دن لاوستن                                    | نامزدشده  | [ ۱۳ ]                             |
| نودمین دوره جوایز اسکار             | مارس ۲۰۱۸    | جایزه اسکار بهترین طراحی لباس                                              | لوئیس اسکئورا                                | نامزدشده  | [ ۱۳ ]                             |
| نودمین دوره جوایز اسکار             | مارس ۲۰۱۸    | جایزه اسکار بهترین تدوین                                                   | سیدنی ولیسنکی                                | نامزدشده  | [ ۱۳ ]                             |
| انجمن زنان منتقد فیلم               | ژانویه ۲۰۱۸  | بهترین فیلم                                                                | شکل آب                                       | برنده     | [ ۱۴ ]                             |
| انجمن زنان منتقد فیلم               | ژانویه ۲۰۱۸  | بهترین کارگردانی                                                           | گیرمو دل تورو                                | برنده     | [ ۱۴ ]                             |
| انجمن زنان منتقد فیلم               | ژانویه ۲۰۱۸  | بهترین بازیگر نقش اول زن                                                   | سالی هاوکینز                                 | نامزدشده  | [ ۱۴ ]                             |
| انجمن زنان منتقد فیلم               | ژانویه ۲۰۱۸  | بهترین فیلمبرداری                                                          | دن لاوستن                                    | نامزدشده  | [ ۱۴ ]                             |
| انجمن زنان منتقد فیلم               | ژانویه ۲۰۱۸  | بهترین تدوین                                                               | سیدنی ولیسنکی                                | نامزدشده  | [ ۱۴ ]                             |
| انجمن زنان منتقد فیلم               | ژانویه ۲۰۱۸  | بازی هوشمندانه                                                             | سالی هاوکینز                                 | برنده     | [ ۱۴ ]                             |
| انجمن تدوینگران سینما               | ژانویه ۲۰۱۸  | بهترین تدوین                                                               | سیدنی ولیسنکی                                | نامزدشده  | [ ۱۵ ]                             |
| بنیاد فیلم آمریکا                   | ژانویه ۲۰۱۸  | جزو ده فیلم سینمایی برتر سال                                               | شکل آب                                       | برنده     | [ ۱۶ ]                             |
| انجمن فیلمبرداران آمریکا            | فوریه ۲۰۱۸   | بهترین فیلمبرداری                                                          | دن لاوسن                                     | نامزدشده  | [ ۱۷ ]                             |
| انجمن طراحان صحنه                   | ژانویه ۲۰۱۸  | بهترین طراحی دکور                                                          | پل د. آستربری                                | برنده     | [ ۱۸ ]                             |
| انجمن منتقدان فیلم آستین            | ژانویه ۲۰۱۸  | بهترین فیلم                                                                | شکل آب                                       | نامزدشده  | [ ۱۹ ]                             |
| انجمن منتقدان فیلم آستین            | ژانویه ۲۰۱۸  | بهترین کارگردانی                                                           | گیرمو دل تورو                                | برنده     | [ ۱۹ ]                             |
| انجمن منتقدان فیلم آستین            | ژانویه ۲۰۱۸  | بهترین بازیگر نقش اول زن                                                   | سالی هاوکینز                                 | نامزدشده  | [ ۱۹ ]                             |
| انجمن منتقدان فیلم آستین            | ژانویه ۲۰۱۸  | بهترین نقش مکمل مرد                                                        | ریچارد جنکینز                                | نامزدشده  | [ ۱۹ ]                             |
| انجمن منتقدان فیلم آستین            | ژانویه ۲۰۱۸  | بهترین بازیگر نقش مکمل زن                                                  | اکتاویا اسپنسر                               | نامزدشده  | [ ۱۹ ]                             |
| انجمن منتقدان فیلم آستین            | ژانویه ۲۰۱۸  | بهترین فیلمنامه غیر اقتباسی                                                | گیرمو دل تورو                                | نامزدشده  | [ ۱۹ ]                             |
| انجمن منتقدان فیلم آستین            | ژانویه ۲۰۱۸  | بهترین فیلمبرداری                                                          | دن لاوسن                                     | نامزدشده  | [ ۱۹ ]                             |
| انجمن منتقدان فیلم آستین            | ژانویه ۲۰۱۸  | بهترین موسیقی متن                                                          | الکساندر دسپلا                               | برنده     | [ ۱۹ ]                             |
| انجمن منتقدان فیلم آستین            | ژانویه ۲۰۱۸  | جایزه ویژه                                                                 | داگ جونز                                     | برنده     | [ ۱۹ ]                             |
| انجمن منتقدان فیلم آستین            | ژانویه ۲۰۱۸  | ده فیلم برتر سال                                                           | شکل آب                                       | برنده     | [ ۱۹ ]                             |
| انجمن منتقدان فیلم بوستون           | دسامبر ۲۰۱۷  | بهترین فیلم                                                                | شکل آب                                       | دوم       | [ ۲۰ ]                             |
| انجمن منتقدان فیلم بوستون           | دسامبر ۲۰۱۷  | بهترین کارگردانی                                                           | گیرمو دل تورو                                | دوم       | [ ۲۰ ]                             |
| انجمن منتقدان فیلم بوستون           | دسامبر ۲۰۱۷  | بهترین بازیگر نقش اول زن                                                   | سالی هاوکینز                                 | برنده     | [ ۲۰ ]                             |
| انجمن منتقدان فیلم بوستون           | دسامبر ۲۰۱۷  | بهترین موسیقی                                                              | الکساندر دسپلا                               | دوم       | [ ۲۰ ]                             |
| جوایز فیلم بفتا                     | فوریه ۲۰۱۸   | جایزه بفتای بهترین فیلم                                                    | گیرمو دل تورو و جی مایلز دیل                 | نامزدشده  | [ ۲۱ ]                             |
| جوایز فیلم بفتا                     | فوریه ۲۰۱۸   | جایزه بفتای بهترین کارگردانی                                               | گیرمو دل تورو                                | برنده     | [ ۲۱ ]                             |
| جوایز فیلم بفتا                     | فوریه ۲۰۱۸   | جایزه بفتای بهترین بازیگر نقش اول زن                                       | سالی هاوکینز                                 | نامزدشده  | [ ۲۱ ]                             |
| جوایز فیلم بفتا                     | فوریه ۲۰۱۸   | جایزه بفتای بهترین بازیگر نقش مکمل زن                                      | اکتاویا اسپنسر                               | نامزدشده  | [ ۲۱ ]                             |
| جوایز فیلم بفتا                     | فوریه ۲۰۱۸   | جایزه بفتای بهترین فیلمنامه غیر اقتباسی                                    | گیرمو دل تورو و ونسا تیلور                   | نامزدشده  | [ ۲۱ ]                             |
| جوایز فیلم بفتا                     | فوریه ۲۰۱۸   | جایزه بفتای بهترین فیلم‌برداری                                              | دن لاوسن                                     | نامزدشده  | [ ۲۱ ]                             |
| جوایز فیلم بفتا                     | فوریه ۲۰۱۸   | جایزه بفتای بهترین موسیقی فیلم                                             | الکساندر دسپلا                               | برنده     | [ ۲۱ ]                             |
| جوایز فیلم بفتا                     | فوریه ۲۰۱۸   | جایزه بفتای بهترین تدوین                                                   | سیدنی ولینسکی                                | نامزدشده  | [ ۲۱ ]                             |
| جوایز فیلم بفتا                     | فوریه ۲۰۱۸   | جایزه بفتای بهترین صدا                                                     | کریستین کوک                                  | نامزدشده  | [ ۲۱ ]                             |
| جوایز فیلم بفتا                     | فوریه ۲۰۱۸   | جایزه بفتای بهترین طراحی لباس                                              | جف ملوین                                     | برنده     | [ ۲۱ ]                             |
| جوایز فیلم بفتا                     | فوریه ۲۰۱۸   | جایزه بفتای بهترین جلوه‌های ویژه                                            | دنیس برادی                                   | نامزدشده  | [ ۲۱ ]                             |
| جوایز فیلم بفتا                     | فوریه ۲۰۱۸   | جایزه بفتای بهترین طراحی صحنه                                              | لوئیس اسکئورا                                | نامزدشده  | [ ۲۱ ]                             |
| انجمن بازیگران آمریکا               | ژانویه ۲۰۱۸  | بهترین تیم بازیگری فیلم درام                                               | جاناتان اولیویرا                             | نامزدشده  | [ ۲۲ ]                             |
| انجمن منتقدان فیلم شیکاگو           | دسامبر ۲۰۱۷  | بهترین فیلم                                                                | شکل آب                                       | نامزدشده  | [ ۲۳ ]                             |
| انجمن منتقدان فیلم شیکاگو           | دسامبر ۲۰۱۷  | بهترین کارگردانی                                                           | گیرمو دل تورو                                | نامزدشده  | [ ۲۳ ]                             |
| انجمن منتقدان فیلم شیکاگو           | دسامبر ۲۰۱۷  | بهترین بازیگر نقش اول زن                                                   | سالی هاوکینز                                 | نامزدشده  | [ ۲۳ ]                             |
| انجمن منتقدان فیلم شیکاگو           | دسامبر ۲۰۱۷  | بهترین فیلمنامه غیر اقتباسی                                                | گیرمو دل تورو و ونسا تیلور                   | نامزدشده  | [ ۲۳ ]                             |
| انجمن منتقدان فیلم شیکاگو           | دسامبر ۲۰۱۷  | بهترین صحنه هنری                                                           | شکل آب                                       | نامزدشده  | [ ۲۳ ]                             |
| انجمن منتقدان فیلم شیکاگو           | دسامبر ۲۰۱۷  | بهترین موسیقی متن                                                          | الکساندر دسپلا                               | نامزدشده  | [ ۲۳ ]                             |
| انجمن منتقدان فیلم شیکاگو           | دسامبر ۲۰۱۷  | بهترین فیلمبرداری                                                          | دن لاوسن                                     | نامزدشده  | [ ۲۳ ]                             |
| انجمن صدای آمریکا                   | فوریه ۲۰۱۸   | بهترین فیلم                                                                | پیتر کابین، کریستین کوک، کریس نارو، برد زورن | نامزدشده  | [ ۲۴ ]                             |
| انجمن طراحان صحنه                   | فوریه ۲۰۱۸   | بهترین طراحی صحنه                                                          | لوئیس اسکئورا                                | برنده     | [ ۲۵ ]                             |
| جایزه انجمن منتقدان پخش‌کننده فیلم   | ژانویه ۲۰۱۸  | جایزه سینمایی انتخاب منتقدان برای بهترین فیلم                              | شکل آب                                       | برنده     | [ ۲۶ ] [ ۲۷ ] [ ۲۸ ] [ ۲۹ ] [ ۳۰ ] |
| جایزه انجمن منتقدان پخش‌کننده فیلم   | ژانویه ۲۰۱۸  | جایزه سینمایی انتخاب منتقدان برای بهترین کارگردانی                         | گیرمو دل تورو                                | برنده     | [ ۲۶ ] [ ۲۷ ] [ ۲۸ ] [ ۲۹ ] [ ۳۰ ] |
| جایزه انجمن منتقدان پخش‌کننده فیلم   | ژانویه ۲۰۱۸  | جایزه سینمایی انتخاب منتقدان برای بهترین بازیگر زن                         | سالی هاوکینز                                 | نامزدشده  | [ ۲۶ ] [ ۲۷ ] [ ۲۸ ] [ ۲۹ ] [ ۳۰ ] |
| جایزه انجمن منتقدان پخش‌کننده فیلم   | ژانویه ۲۰۱۸  | جایزه سینمایی انتخاب منتقدان برای بهترین بازیگر نقش مکمل مرد               | ریچارد جنکینز                                | نامزدشده  | [ ۲۶ ] [ ۲۷ ] [ ۲۸ ] [ ۲۹ ] [ ۳۰ ] |
| جایزه انجمن منتقدان پخش‌کننده فیلم   | ژانویه ۲۰۱۸  | جایزه سینمایی انتخاب منتقدان برای بهترین بازیگر نقش مکمل زن                | اکتاویا اسپنسر                               | نامزدشده  | [ ۲۶ ] [ ۲۷ ] [ ۲۸ ] [ ۲۹ ] [ ۳۰ ] |
| جایزه انجمن منتقدان پخش‌کننده فیلم   | ژانویه ۲۰۱۸  | جایزه سینمایی انتخاب منتقدان برای بهترین نمایشنامه (اقتباسی و غیر اقتباسی) | گیرمو دل تورو و ونسا تیلور                   | نامزدشده  | [ ۲۶ ] [ ۲۷ ] [ ۲۸ ] [ ۲۹ ] [ ۳۰ ] |
| جایزه انجمن منتقدان پخش‌کننده فیلم   | ژانویه ۲۰۱۸  | جایزه سینمایی انتخاب منتقدان برای بهترین فیلمبرداری                        | دن لاوسن                                     | نامزدشده  | [ ۲۶ ] [ ۲۷ ] [ ۲۸ ] [ ۲۹ ] [ ۳۰ ] |
| جایزه انجمن منتقدان پخش‌کننده فیلم   | ژانویه ۲۰۱۸  | جایزه سینمایی انتخاب منتقدان برای بهترین دستاورد هنری                      | جف ملوین                                     | برنده     | [ ۲۶ ] [ ۲۷ ] [ ۲۸ ] [ ۲۹ ] [ ۳۰ ] |
| جایزه انجمن منتقدان پخش‌کننده فیلم   | ژانویه ۲۰۱۸  | جایزه سینمایی انتخاب منتقدان برای بهترین تدوین                             | سیدنی ولینسکی                                | نامزدشده  | [ ۲۶ ] [ ۲۷ ] [ ۲۸ ] [ ۲۹ ] [ ۳۰ ] |
| جایزه انجمن منتقدان پخش‌کننده فیلم   | ژانویه ۲۰۱۸  | جایزه سینمایی انتخاب منتقدان برای بهترین طراحی صحنه و لباس                 | لوئیس اسکئورا                                | نامزدشده  | [ ۲۶ ] [ ۲۷ ] [ ۲۸ ] [ ۲۹ ] [ ۳۰ ] |
| جایزه انجمن منتقدان پخش‌کننده فیلم   | ژانویه ۲۰۱۸  | جایزه سینمایی انتخاب منتقدان برای بهترین گریم                              | شکل آب                                       | نامزدشده  | [ ۲۶ ] [ ۲۷ ] [ ۲۸ ] [ ۲۹ ] [ ۳۰ ] |
| جایزه انجمن منتقدان پخش‌کننده فیلم   | ژانویه ۲۰۱۸  | جایزه سینمایی انتخاب منتقدان برای بهترین جلوه‌های بصری                      | شکل آب                                       | نامزدشده  | [ ۲۶ ] [ ۲۷ ] [ ۲۸ ] [ ۲۹ ] [ ۳۰ ] |
| جایزه انجمن منتقدان پخش‌کننده فیلم   | ژانویه ۲۰۱۸  | جایزه سینمایی انتخاب منتقدان برای بهترین فیلم علمی/خیالی-ترسناک            | شکل آب                                       | نامزدشده  | [ ۲۶ ] [ ۲۷ ] [ ۲۸ ] [ ۲۹ ] [ ۳۰ ] |
| جایزه انجمن منتقدان پخش‌کننده فیلم   | ژانویه ۲۰۱۸  | جایزه سینمایی انتخاب منتقدان برای بهترین موسیقی متن                        | الکساندر دسپلا                               | برنده     | [ ۲۶ ] [ ۲۷ ] [ ۲۸ ] [ ۲۹ ] [ ۳۰ ] |
| انجمن منتقدان فیلم دالاس‌فورت وورث   | دسامبر ۲۰۱۷  | بهترین فیلم                                                                | شکل آب                                       | برنده     | [ ۳۱ ]                             |
| انجمن منتقدان فیلم دالاس‌فورت وورث   | دسامبر ۲۰۱۷  | بهترین کارگردانی                                                           | گیرمو دل تورو                                | برنده     | [ ۳۱ ]                             |
| انجمن منتقدان فیلم دالاس‌فورت وورث   | دسامبر ۲۰۱۷  | بهترین بازیگر نقش اول زن                                                   | سالی هاوکینز                                 | برنده     | [ ۳۱ ]                             |
| انجمن منتقدان فیلم دالاس‌فورت وورث   | دسامبر ۲۰۱۷  | بهترین بازیگر نقش مکمل مرد                                                 | ریچارد جنکینز                                | سوم       | [ ۳۱ ]                             |
| انجمن منتقدان فیلم دالاس‌فورت وورث   | دسامبر ۲۰۱۷  | بهترین بازیگر نقش مکمل زن                                                  | اکتاویا اسپنسر                               | پنجم      | [ ۳۱ ]                             |
| انجمن منتقدان فیلم دالاس‌فورت وورث   | دسامبر ۲۰۱۷  | بهترین فیلمنامه غیر اقتباسی                                                | گیرمو دل تورو و ونسا تیلور                   | دوم       | [ ۳۱ ]                             |
| انجمن منتقدان فیلم دالاس‌فورت وورث   | دسامبر ۲۰۱۷  | بهترین فیلمبرداری                                                          | دن لاوسن                                     | برنده     | [ ۳۱ ]                             |
| انجمن منتقدان فیلم دالاس‌فورت وورث   | دسامبر ۲۰۱۷  | بهترین موسیقی متن                                                          | الکساندر دسپلا                               | برنده     | [ ۳۱ ]                             |
| انجمن منتقدین فیلم دیترویت          | دسامبر ۲۰۱۷  | بهترین فیلم                                                                | شکل آب                                       | نامزدشده  | [ ۳۲ ]                             |
| انجمن منتقدین فیلم دیترویت          | دسامبر ۲۰۱۷  | بهترین کارگردانی                                                           | گیرمو دل تورو                                | نامزدشده  | [ ۳۲ ]                             |
| انجمن منتقدین فیلم دیترویت          | دسامبر ۲۰۱۷  | بهترین بازیگر نقش اول زن                                                   | سالی هاوکینز                                 | نامزدشده  | [ ۳۲ ]                             |
| انجمن منتقدین فیلم دیترویت          | دسامبر ۲۰۱۷  | بهترین بازیگر نقش مکمل مرد                                                 | ریچارد جنکینز                                | نامزدشده  | [ ۳۲ ]                             |
| انجمن منتقدین فیلم دیترویت          | دسامبر ۲۰۱۷  | بهترین فیلمنامه                                                            | گیرمو دل تورو و ونسا تیلور                   | نامزدشده  | [ ۳۲ ]                             |
| انجمن منتقدین فیلم دیترویت          | دسامبر ۲۰۱۷  | بهترین موسیقی                                                              | الکساندر دسپلا                               | نامزدشده  | [ ۳۲ ]                             |
| جایزه انجمن کارگردانان آمریکا       | فوریه ۲۰۱۸   | بهترین کارگردانی                                                           | گیرمو دل تورو                                | برنده     | [ ۳۳ ]                             |
| جوایز دوریان                        | فوریه ۲۰۱۸   | بهترین فیلم سال                                                            | شکل آب                                       | نامزدشده  | [ ۳۴ ]                             |
| جوایز دوریان                        | فوریه ۲۰۱۸   | بهترین کارگردانی                                                           | گیرمو دل تورو                                | نامزدشده  | [ ۳۴ ]                             |
| جوایز دوریان                        | فوریه ۲۰۱۸   | بهترین بازیگر نقش اول زن                                                   | سالی هاوکینز                                 | برنده     | [ ۳۴ ]                             |
| جوایز دوریان                        | فوریه ۲۰۱۸   | بهترین بازیگر نقش مکمل مرد                                                 | ریچارد جنکینز                                | نامزدشده  | [ ۳۴ ]                             |
| جوایز دوریان                        | فوریه ۲۰۱۸   | بهترین فیلمنامه                                                            | گیرمو دل تورو و ونسا تیلور                   | نامزدشده  | [ ۳۴ ]                             |
| جوایز دوریان                        | فوریه ۲۰۱۸   | جایزه ویژه هیئت داوران                                                     | شکل آب                                       | برنده     | [ ۳۴ ]                             |
| جشنواره فیلم نیمه شب بریتانیا       | فوریه ۲۰۱۸   | بهترین بازیگر زن                                                           | سالی هاوکینز                                 | نامزدشده  | [ ۳۵ ]                             |
| حلقه منتقدان فیلم فلوریدا           | دسامبر ۲۰۱۷  | بهترین فیلم                                                                | شکل آب                                       | نامزدشده  | [ ۳۶ ] [ ۳۷ ]                      |
| حلقه منتقدان فیلم فلوریدا           | دسامبر ۲۰۱۷  | بهترین کارگردانی                                                           | گیرمو دل تورو                                | نامزدشده  | [ ۳۶ ] [ ۳۷ ]                      |
| حلقه منتقدان فیلم فلوریدا           | دسامبر ۲۰۱۷  | بهترین بازیگر نقش اول زن                                                   | سالی هاوکینز                                 | نامزدشده  | [ ۳۶ ] [ ۳۷ ]                      |
| حلقه منتقدان فیلم فلوریدا           | دسامبر ۲۰۱۷  | بهترین فیلمنامه                                                            | گیرمو دل تورو و ونسا تیلور                   | نامزدشده  | [ ۳۶ ] [ ۳۷ ]                      |
| حلقه منتقدان فیلم فلوریدا           | دسامبر ۲۰۱۷  | بهترین تیم بازیگری                                                         | تیم بازیگران شکل آب                          | نامزدشده  | [ ۳۶ ] [ ۳۷ ]                      |
| حلقه منتقدان فیلم فلوریدا           | دسامبر ۲۰۱۷  | بهترین فیلمبرداری                                                          | دن لاوسن                                     | نامزدشده  | [ ۳۶ ] [ ۳۷ ]                      |
| حلقه منتقدان فیلم فلوریدا           | دسامبر ۲۰۱۷  | بهترین جلوه‌های ویژه                                                        | شکل آب                                       | نامزدشده  | [ ۳۶ ] [ ۳۷ ]                      |
| حلقه منتقدان فیلم فلوریدا           | دسامبر ۲۰۱۷  | بهترین طراحی صحنه و لباس                                                   | شکل آب                                       | نامزدشده  | [ ۳۶ ] [ ۳۷ ]                      |
| حلقه منتقدان فیلم فلوریدا           | دسامبر ۲۰۱۷  | بهترین موسیقی متن                                                          | الکساندر دسپلا                               | نامزدشده  | [ ۳۶ ] [ ۳۷ ]                      |
| انجمن منتقدان فیلم جورجیا           | ژانویه ۲۰۱۸  | بهترین فیلم                                                                | شکل آب                                       | نامزدشده  | [ ۳۸ ]                             |
| انجمن منتقدان فیلم جورجیا           | ژانویه ۲۰۱۸  | بهترین کارگردانی                                                           | گیرمو دل تورو                                | نامزدشده  | [ ۳۸ ]                             |
| انجمن منتقدان فیلم جورجیا           | ژانویه ۲۰۱۸  | بهترین بازیگر زن                                                           | سالی هاوکینز                                 | نامزدشده  | [ ۳۸ ]                             |
| انجمن منتقدان فیلم جورجیا           | ژانویه ۲۰۱۸  | بهترین بازیگر نقش مکمل مرد                                                 | ریچارد جنکینز                                | نامزدشده  | [ ۳۸ ]                             |
| انجمن منتقدان فیلم جورجیا           | ژانویه ۲۰۱۸  | بهترین فیلمنامه غیر اقتباسی                                                | گیرمو دل تورو و ونسا تیلور                   | نامزدشده  | [ ۳۸ ]                             |
| انجمن منتقدان فیلم جورجیا           | ژانویه ۲۰۱۸  | بهترین فیلمبرداری                                                          | دن لاوسن                                     | نامزدشده  | [ ۳۸ ]                             |
| انجمن منتقدان فیلم جورجیا           | ژانویه ۲۰۱۸  | بهترین طراحی صحنه                                                          | جف ملوین                                     | نامزدشده  | [ ۳۸ ]                             |
| انجمن منتقدان فیلم جورجیا           | ژانویه ۲۰۱۸  | بهترین موسیقی متن                                                          | الکساندر دسپلا                               | نامزدشده  | [ ۳۸ ]                             |
| جایزه رسانه‌ای گلد                   | آوریل ۲۰۱۸   | بهترین فیلم                                                                | شکل آب                                       | نامزدشده  | [ ۳۹ ]                             |
| هفتاد و پنجمین مراسم گلدن گلوب      | ژانویه ۲۰۱۸  | جایزه گلدن گلوب بهترین فیلم درام                                           | شکل آب                                       | نامزدشده  | [ ۴۰ ]                             |
| هفتاد و پنجمین مراسم گلدن گلوب      | ژانویه ۲۰۱۸  | جایزه گلدن گلوب بهترین بازیگر زن فیلم درام                                 | سالی هاوکینز                                 | نامزدشده  | [ ۴۰ ]                             |
| هفتاد و پنجمین مراسم گلدن گلوب      | ژانویه ۲۰۱۸  | جایزه گلدن گلوب بهترین بازیگر نقش مکمل مرد                                 | ریچارد جنکینز                                | نامزدشده  | [ ۴۰ ]                             |
| هفتاد و پنجمین مراسم گلدن گلوب      | ژانویه ۲۰۱۸  | جایزه گلدن گلوب بهترین بازیگر نقش مکمل زن                                  | اکتاویا اسپنسر                               | نامزدشده  | [ ۴۰ ]                             |
| هفتاد و پنجمین مراسم گلدن گلوب      | ژانویه ۲۰۱۸  | جایزه گلدن گلوب بهترین کارگردانی                                           | گیرمو دل تورو                                | برنده     | [ ۴۰ ]                             |
| هفتاد و پنجمین مراسم گلدن گلوب      | ژانویه ۲۰۱۸  | جایزه گلدن گلوب بهترین فیلم‌نامه                                            | گیرمو دل تورو و ونسا تیلور                   | نامزدشده  | [ ۴۰ ]                             |
| هفتاد و پنجمین مراسم گلدن گلوب      | ژانویه ۲۰۱۸  | جایزه گلدن گلوب بهترین موسیقی                                              | الکساندر دسپلا                               | برنده     | [ ۴۰ ]                             |
| جایزه گوجه فرنگی طلایی              | ژانویه ۲۰۱۸  | بهترین فیلم عاشقانه ۲۰۱۷                                                   | شکل آب                                       | سوم       | [ ۴۱ ]                             |
| جوایز فیلم هالیوود                  | نوامبر ۲۰۱۷  | بهترین تدوین                                                               | سیدنی وولینسکی                               | برنده     | [ ۴۲ ]                             |
| انجمن موسیقیدانان هالیوود           | نوامبر ۲۰۱۷  | بهترین موسیقی متن برای فیلم فانتزی/ترسناک                                  | الکساندر دسپلا                               | برنده     | [ ۴۳ ] [ ۴۴ ]                      |
| انجمن منتقدان فیلم هیوستون          | ژانویه ۲۰۱۸  | بهترین فیلم                                                                | شکل آب                                       | نامزدشده  | [ ۴۵ ]                             |
| انجمن منتقدان فیلم هیوستون          | ژانویه ۲۰۱۸  | بهترین کارگردانی                                                           | گیرمو دل تورو                                | نامزدشده  | [ ۴۵ ]                             |
| انجمن منتقدان فیلم هیوستون          | ژانویه ۲۰۱۸  | بهترین بازیگر نقش اول زن                                                   | سالی هاوکینز                                 | برنده     | [ ۴۵ ]                             |
| انجمن منتقدان فیلم هیوستون          | ژانویه ۲۰۱۸  | بهترین بازیگر نقش مکمل مرد                                                 | ریچارد جنکینز                                | نامزدشده  | [ ۴۵ ]                             |
| انجمن منتقدان فیلم هیوستون          | ژانویه ۲۰۱۸  | بهترین بازیگر نقش مکمل زن                                                  | اکتاویا اسپنسر                               | نامزدشده  | [ ۴۵ ]                             |
| انجمن منتقدان فیلم هیوستون          | ژانویه ۲۰۱۸  | بهترین فیلمبرداری                                                          | دن لاوسن                                     | نامزدشده  | [ ۴۵ ]                             |
| انجمن منتقدان فیلم هیوستون          | ژانویه ۲۰۱۸  | بهترین موسیقی                                                              | الکساندر دسپلا                               | برنده     | [ ۴۵ ]                             |
| انجمن منتقدان فیلم هیوستون          | ژانویه ۲۰۱۸  | بهترین جلوه‌های ویژه                                                        | شکل آب                                       | نامزدشده  | [ ۴۵ ]                             |
| انجمن منتقدان فیلم هیوستون          | ژانویه ۲۰۱۸  | بهترین پوستر                                                               | شکل آب                                       | برنده     | [ ۴۵ ]                             |
| جوایز منتخب آی‌جی‌ان                  | دسامبر ۲۰۱۷  | بهترین فیلم سال                                                            | شکل آب                                       | نامزدشده  | [ ۴۶ ]                             |
| جوایز منتخب آی‌جی‌ان                  | دسامبر ۲۰۱۷  | بهترین فیلم علمی تخیلی/فانتزی                                              | شکل آب                                       | دوم       | [ ۴۶ ]                             |
| جوایز منتخب آی‌جی‌ان                  | دسامبر ۲۰۱۷  | بهترین بازی                                                                | سالی هاوکینز                                 | نامزدشده  | [ ۴۶ ]                             |
| جوایز منتخب آی‌جی‌ان                  | دسامبر ۲۰۱۷  | بهترین کارگردانی                                                           | گیرمو دل تورو                                | نامزدشده  | [ ۴۶ ]                             |
| جوایز منتخب ایندی‌وایر               | دسامبر ۲۰۱۷  | بهترین فیلم                                                                | شکل آب                                       | ششم       | [ ۴۷ ]                             |
| جوایز منتخب ایندی‌وایر               | دسامبر ۲۰۱۷  | بهترین بازیگر زن                                                           | سالی هاوکینز                                 | چهارم     | [ ۴۷ ]                             |
| جوایز منتخب ایندی‌وایر               | دسامبر ۲۰۱۷  | بهترین فیلمبرداری                                                          | دن لاوسن                                     | چهارم     | [ ۴۷ ]                             |
| انجمن منتقدان فیلم لندن             | ژانویه ۲۰۱۸  | بهترین فیلم                                                                | شکل آب                                       | نامزدشده  | [ ۴۸ ]                             |
| انجمن منتقدان فیلم لندن             | ژانویه ۲۰۱۸  | بهترین کارگردانی                                                           | گیرمو دل تورو                                | نامزدشده  | [ ۴۸ ]                             |
| انجمن منتقدان فیلم لندن             | ژانویه ۲۰۱۸  | بهترین ستاره زن                                                            | سالی هاوکینز                                 | نامزدشده  | [ ۴۸ ]                             |
| انجمن منتقدان فیلم لندن             | ژانویه ۲۰۱۸  | بهترین بازیگر زن انگلیسی                                                   | سالی هاوکینز                                 | برنده     | [ ۴۸ ]                             |
| انجمن منتقدان فیلم لس آنجلس         | ژانویه ۲۰۱۸  | بهترین کارگردانی                                                           | گیرمو دل تورو                                | برنده     | [ ۴۹ ]                             |
| انجمن منتقدان فیلم لس آنجلس         | ژانویه ۲۰۱۸  | بهترین بازیگر نقش اول زن                                                   | سالی هاوکینز                                 | برنده     | [ ۴۹ ]                             |
| انجمن منتقدان فیلم لس آنجلس         | ژانویه ۲۰۱۸  | بهترین فیلمبرداری                                                          | دن لاوسن                                     | برنده     | [ ۴۹ ]                             |
| انجمن منتقدان فیلم لس آنجلس         | ژانویه ۲۰۱۸  | [بهترین موسیقی متن                                                         | الکساندر دسپلا                               | برنده     | [ ۴۹ ]                             |
| انجمن منتقدان فیلم لس آنجلس         | ژانویه ۲۰۱۸  | بهترین طراحی صحنه و لباس                                                   | پل د. آستربری                                | برنده     | [ ۴۹ ]                             |
| انجمن طراحان گریم                   | فوریه ۲۰۱۸   | بهترین گریم به وسیله جلوه‌های بصری                                          | مایک هیل                                     | برنده     | [ ۵۰ ]                             |
| منتقدان بین‌المللی سینما             | ژانویه ۲۰۱۸  | بهترین بازیگر نقش اول زن                                                   | سالی هاوکینز                                 | برنده     | [ ۵۱ ]                             |
| منتقدان بین‌المللی سینما             | ژانویه ۲۰۱۸  | بهترین بازیگر نقش مکمل مرد                                                 | مایکل استولبارگ                              | 2nd Place | [ ۵۱ ]                             |
| منتقدین فیلم نیویورک آنلاین         | دسامبر ۲۰۱۷  | بهترین فیلمبرداری                                                          | دن لاوسن                                     | برنده     | [ ۵۲ ]                             |
| منتقدین فیلم نیویورک آنلاین         | دسامبر ۲۰۱۷  | ده فیلم برتر سال                                                           | شکل آب                                       | برنده     | [ ۵۲ ]                             |
| انجمن منتقدان فیلم آنلاین           | دسامبر ۲۰۱۷  | بهترین فیلم                                                                | شکل آب                                       | الگو:دوم  | [ ۵۳ ] [ ۵۴ ]                      |
| انجمن منتقدان فیلم آنلاین           | دسامبر ۲۰۱۷  | بهترین کاگردانی                                                            | گیرمو دل تورو                                | الگو:دوم  | [ ۵۳ ] [ ۵۴ ]                      |
| انجمن منتقدان فیلم آنلاین           | دسامبر ۲۰۱۷  | بهترین بازیگر نقش اول زن                                                   | سالی هاوکینز                                 | برنده     | [ ۵۳ ] [ ۵۴ ]                      |
| انجمن منتقدان فیلم آنلاین           | دسامبر ۲۰۱۷  | بهترین بازیگر نقش مکمل مرد                                                 | ریچارد جنکینز                                | نامزدشده  | [ ۵۳ ] [ ۵۴ ]                      |
| انجمن منتقدان فیلم آنلاین           | دسامبر ۲۰۱۷  | بهترین فیلمنامه                                                            | گیرمو دل تورو و ونسا تیلور                   | نامزدشده  | [ ۵۳ ] [ ۵۴ ]                      |
| انجمن منتقدان فیلم آنلاین           | دسامبر ۲۰۱۷  | بهترین تدوین                                                               | سیدنی وولینسکی                               | نامزدشده  | [ ۵۳ ] [ ۵۴ ]                      |
| انجمن منتقدان فیلم آنلاین           | دسامبر ۲۰۱۷  | بهترین فیلمبرداری                                                          | دن لاوسن                                     | Runner-up | [ ۵۳ ] [ ۵۴ ]                      |
| انجمن منتقدان فیلم آنلاین           | دسامبر ۲۰۱۷  | بهترین تیم بازیگری                                                         | تیم بازیگری شکل آب                           | نامزدشده  | [ ۵۳ ] [ ۵۴ ]                      |
| جشنواره بین‌المللی فیلم پام اسپرینگز | ژانویه ۲۰۱۸  | جایزه ویژه                                                                 | شکل آب                                       | برنده     | [ ۵۵ ]                             |
| انجمن تهیه‌کنندگان فیلم آمریکا       | ژانویه ۲۰۱۸  | بهترین فیلم                                                                | گیرمو دل تورو                                | برنده     | [ ۵۶ ] [ ۵۷ ]                      |
| انجمن منتقدان فیلم سن دیگو          | دسامبر ۲۰۱۷  | بهترین کارگردانی                                                           | گیرمو دل تورو                                | نامزدشده  | [ ۵۸ ] [ ۵۹ ]                      |
| انجمن منتقدان فیلم سن دیگو          | دسامبر ۲۰۱۷  | بهترین بازیگر زن                                                           | سالی هاوکینز                                 | نامزدشده  | [ ۵۸ ] [ ۵۹ ]                      |
| انجمن منتقدان فیلم سن دیگو          | دسامبر ۲۰۱۷  | بهترین تدوین                                                               | سیدنی وولینسکی                               | نامزدشده  | [ ۵۸ ] [ ۵۹ ]                      |
| انجمن منتقدان فیلم سن دیگو          | دسامبر ۲۰۱۷  | بهترین فیلمبرداری                                                          | دن لاوسن                                     | نامزدشده  | [ ۵۸ ] [ ۵۹ ]                      |
| انجمن منتقدان فیلم سن دیگو          | دسامبر ۲۰۱۷  | بهترین طراحی صحنه                                                          | پل د. آستربری                                | برنده     | [ ۵۸ ] [ ۵۹ ]                      |
| انجمن منتقدان فیلم سن دیگو          | دسامبر ۲۰۱۷  | بهترین جلوه‌های ویژه                                                        | شکل آّب                                       | نامزدشده  | [ ۵۸ ] [ ۵۹ ]                      |
| انجمن منتقدان فیلم سن دیگو          | دسامبر ۲۰۱۷  | بهترین طراحی لباس                                                          | لوئیس اسکئورا                                | نامزدشده  | [ ۵۸ ] [ ۵۹ ]                      |
| انجمن منتقدان فیلم سن دیگو          | دسامبر ۲۰۱۷  | بهترین موسیقی متن                                                          | الکساندر دسپلا                               | نامزدشده  | [ ۵۸ ] [ ۵۹ ]                      |
| حلقه منتقدان فیلم سن فرانسیسکو      | دسامبر ۲۰۱۷  | بهترین فیلم                                                                | شکل آب                                       | نامزدشده  | [ ۶۰ ]                             |
| حلقه منتقدان فیلم سن فرانسیسکو      | دسامبر ۲۰۱۷  | بهترین کارگردانی                                                           | گیرمو دل تورو                                | برنده     | [ ۶۰ ]                             |
| حلقه منتقدان فیلم سن فرانسیسکو      | دسامبر ۲۰۱۷  | بهترین بازیگر نقش اول زن                                                   | سالی هاوکینز                                 | نامزدشده  | [ ۶۰ ]                             |
| حلقه منتقدان فیلم سن فرانسیسکو      | دسامبر ۲۰۱۷  | بهترین بازیگر نقش مکمل مرد                                                 | ریچارد جنکینز                                | نامزدشده  | [ ۶۰ ]                             |
| حلقه منتقدان فیلم سن فرانسیسکو      | دسامبر ۲۰۱۷  | بهترین فیلمنامه                                                            | گیرمو دل تورو و ونسا تیلور                   | نامزدشده  | [ ۶۰ ]                             |
| حلقه منتقدان فیلم سن فرانسیسکو      | دسامبر ۲۰۱۷  | بهترین فیلمبرداری                                                          | دن لاوسن                                     | نامزدشده  | [ ۶۰ ]                             |
| حلقه منتقدان فیلم سن فرانسیسکو      | دسامبر ۲۰۱۷  | بهترین طراحی صحنه                                                          | پل د. آستربری                                | برنده     | [ ۶۰ ]                             |
| حلقه منتقدان فیلم سن فرانسیسکو      | دسامبر ۲۰۱۷  | بهترین موسیقی متن                                                          | الکساندر دسپلا                               | نامزدشده  | [ ۶۰ ]                             |
| حلقه منتقدان فیلم سن فرانسیسکو      | دسامبر ۲۰۱۷  | بهترین تدوین                                                               | سیدنی وولینسکی                               | نامزدشده  | [ ۶۰ ]                             |
| جایزه ستلایت                        | فوریه ۲۰۱۸   | بهترین فیلم                                                                | شکل آب                                       | نامزدشده  | [ ۶۱ ]                             |
| جایزه ستلایت                        | فوریه ۲۰۱۸   | بهترین کارگردان                                                            | گیرمو دل تورو                                | نامزدشده  | [ ۶۱ ]                             |
| جایزه ستلایت                        | فوریه ۲۰۱۸   | بهترین بازیگر نقش اول زن                                                   | سالی هاوکینز                                 | برنده     | [ ۶۱ ]                             |
| جایزه ستلایت                        | فوریه ۲۰۱۸   | بهترین بازیگر نقش مکمل مرد                                                 | مایکل شنون                                   | نامزدشده  | [ ۶۱ ]                             |
| جایزه ستلایت                        | فوریه ۲۰۱۸   | بهترین فیلمنامه غیر اقتباسی                                                | گیرمو دل تورو و ونسا تیلور                   | نامزدشده  | [ ۶۱ ]                             |
| جایزه ستلایت                        | فوریه ۲۰۱۸   | بهترین فیلمبرداری                                                          | دن لاوسن                                     | نامزدشده  | [ ۶۱ ]                             |
| جایزه ستلایت                        | فوریه ۲۰۱۸   | بهترین موسیقی متن                                                          | الکساندر دسپلا                               | نامزدشده  | [ ۶۱ ]                             |
| جایزه ستلایت                        | فوریه ۲۰۱۸   | بهترین جلوه‌های ویژه                                                        | شکل آب                                       | نامزدشده  | [ ۶۱ ]                             |
| جایزه ستلایت                        | فوریه ۲۰۱۸   | بهترین طراحی صحنه                                                          | شکل آب                                       | برنده     | [ ۶۱ ]                             |
| جایزه ستلایت                        | فوریه ۲۰۱۸   | بهترین تدوین                                                               | سیدنی وولینسکی                               | نامزدشده  | [ ۶۱ ]                             |
| جایزه انجمن بازیگران فیلم           | فوریه ۲۰۱۸   | بهترین بازیگر نقش اول زن فیلم درام                                         | سالی هاوکینز                                 | نامزدشده  | [ ۶۲ ]                             |
| جایزه انجمن بازیگران فیلم           | فوریه ۲۰۱۸   | بهترین بازیگر نقش مکمل مرد                                                 | ریچارد جنکینز                                | نامزدشده  | [ ۶۲ ]                             |
| انجمن منتقدین فیلم سیاتل            | دسامبر ۲۰۱۷  | بهترین بازیگر زن                                                           | سالی هاوکینز                                 | نامزدشده  | [ ۶۳ ]                             |
| انجمن منتقدین فیلم سیاتل            | دسامبر ۲۰۱۷  | بهترین بازیگر نقش مکمل مرد                                                 | مایکل شنون                                   | نامزدشده  | [ ۶۳ ]                             |
| انجمن منتقدین فیلم سیاتل            | دسامبر ۲۰۱۷  | بهترین فیلمبرداری                                                          | دن لاوسن                                     | نامزدشده  | [ ۶۳ ]                             |
| انجمن منتقدین فیلم سیاتل            | دسامبر ۲۰۱۷  | بهترین طراحی لباس                                                          | لوئیس اسکئورا                                | نامزدشده  | [ ۶۳ ]                             |
| انجمن منتقدین فیلم سیاتل            | دسامبر ۲۰۱۷  | بهترین طراحی صحنه                                                          | پل د. آستربری                                | نامزدشده  | [ ۶۳ ]                             |
| انجمن منتقدین فیلم سیاتل            | دسامبر ۲۰۱۷  | بهترین جلوه‌های ویژه                                                        | دنیس برادی                                   | نامزدشده  | [ ۶۳ ]                             |
| انجمن منتقدان فیلم سنت لوئیس        | دسامبر ۲۰۱۷  | بهترین فیلم                                                                | شکل آب                                       | برنده     | [ ۶۴ ] [ ۶۵ ]                      |
| انجمن منتقدان فیلم سنت لوئیس        | دسامبر ۲۰۱۷  | بهترین کارگردانی                                                           | گیرمو دل تورو                                | برنده     | [ ۶۴ ] [ ۶۵ ]                      |
| انجمن منتقدان فیلم سنت لوئیس        | دسامبر ۲۰۱۷  | بهترین بازیگر نقش اول زن                                                   | سالی هاوکینز                                 | دوم       | [ ۶۴ ] [ ۶۵ ]                      |
| انجمن منتقدان فیلم سنت لوئیس        | دسامبر ۲۰۱۷  | بهترین بازیگر نقش مکمل مرد                                                 | ریچارد جنکینز                                | برنده     | [ ۶۴ ] [ ۶۵ ]                      |
| انجمن منتقدان فیلم سنت لوئیس        | دسامبر ۲۰۱۷  | بهترین بازیگر نقش مکمل مرد                                                 | مایکل شنون                                   | نامزدشده  | [ ۶۴ ] [ ۶۵ ]                      |
| انجمن منتقدان فیلم سنت لوئیس        | دسامبر ۲۰۱۷  | بهترین بازیگر نقش مکمل زن                                                  | اکتاویا اسپنسر                               | نامزدشده  | [ ۶۴ ] [ ۶۵ ]                      |
| انجمن منتقدان فیلم سنت لوئیس        | دسامبر ۲۰۱۷  | بهترین فیلمنامه غیر اقتباسی                                                | گیرمو دل تورو و ونسا تیلور                   | برنده     | [ ۶۴ ] [ ۶۵ ]                      |
| انجمن منتقدان فیلم سنت لوئیس        | دسامبر ۲۰۱۷  | بهترین فیلمبرداری                                                          | دن لاوسن                                     | نامزدشده  | [ ۶۴ ] [ ۶۵ ]                      |
| انجمن منتقدان فیلم سنت لوئیس        | دسامبر ۲۰۱۷  | بهترین تدوین                                                               | سیدنی وولینسکی                               | دوم       | [ ۶۴ ] [ ۶۵ ]                      |
| انجمن منتقدان فیلم سنت لوئیس        | دسامبر ۲۰۱۷  | بهترین طراحی صحنه                                                          | پل د. آستربری                                | برنده     | [ ۶۴ ] [ ۶۵ ]                      |
| انجمن منتقدان فیلم سنت لوئیس        | دسامبر ۲۰۱۷  | بهترین جلوه‌های ویژه                                                        | شکل آب                                       | Runner-up | [ ۶۴ ] [ ۶۵ ]                      |
| انجمن منتقدان فیلم سنت لوئیس        | دسامبر ۲۰۱۷  | بهترین موسیقی متن                                                          | الکساندر دسپلا                               | نامزدشده  | [ ۶۴ ] [ ۶۵ ]                      |
| محفل منتقدان فیلم تورنتو            | دسامبر ۲۰۱۷  | بهترین بازیگر نقش اول زن                                                   | سالی هاوکینز                                 | Runner-up | [ ۶۶ ]                             |
| محفل منتقدان فیلم ونکور             | ژانویه ۲۰۱۸  | بهترین بازیگر نقش اول زن                                                   | سالی هاوکینز                                 | نامزدشده  | [ ۶۷ ]                             |
| هفتاد و چهارمین جشنواره فیلم ونیز   | سپتامبر ۲۰۱۷ | شیر طلایی                                                                  | شکل آب                                       | برنده     | [ ۶۸ ] [ ۶۹ ] [ ۷۰ ] [ ۷۱ ]        |
| هفتاد و چهارمین جشنواره فیلم ونیز   | سپتامبر ۲۰۱۷ | بهترین فیلم دیجیتال                                                        | شکل اب                                       | برنده     | [ ۶۸ ] [ ۶۹ ] [ ۷۰ ] [ ۷۱ ]        |
| هفتاد و چهارمین جشنواره فیلم ونیز   | سپتامبر ۲۰۱۷ | جایزه ویژه                                                                 | شکل آب                                       | برنده     | [ ۶۸ ] [ ۶۹ ] [ ۷۰ ] [ ۷۱ ]        |
| هفتاد و چهارمین جشنواره فیلم ونیز   | سپتامبر ۲۰۱۷ | بهترین موسیقی متن                                                          | الکساندر دسپلا                               | برنده     | [ ۶۸ ] [ ۶۹ ] [ ۷۰ ] [ ۷۱ ]        |
| انجمن منتقدان فیلم واشینگتن         | دسامبر ۲۰۱۷  | بهترین کارگردانی                                                           | گیرمو دل تورو                                | نامزدشده  | [ ۷۲ ]                             |
| انجمن منتقدان فیلم واشینگتن         | دسامبر ۲۰۱۷  | بهترین بازیگر نقش اول زن                                                   | سالی هاوکینز                                 | نامزدشده  | [ ۷۲ ]                             |
| انجمن منتقدان فیلم واشینگتن         | دسامبر ۲۰۱۷  | بهترین فیلمنامه غیر اقتباسی                                                | گیرمو دل تورو و ونسا تیلور                   | نامزدشده  | [ ۷۲ ]                             |
| انجمن منتقدان فیلم واشینگتن         | دسامبر ۲۰۱۷  | بهترین طراحی صحنه                                                          | پل د. آستربری                                | نامزدشده  | [ ۷۲ ]                             |
| انجمن منتقدان فیلم واشینگتن         | دسامبر ۲۰۱۷  | بهترین فیلمبرداری                                                          | دن لاوسن                                     | نامزدشده  | [ ۷۲ ]                             |
| انجمن منتقدان فیلم واشینگتن         | دسامبر ۲۰۱۷  | بهترین تدوین                                                               | سیدنی وولینسکی                               | نامزدشده  | [ ۷۲ ]                             |
| انجمن منتقدان فیلم واشینگتن         | دسامبر ۲۰۱۷  | بهترین موسیقی متن                                                          | الکساندر دسپلا                               | نامزدشده  | [ ۷۲ ]                             |
| محفل زنان منتقد فیلم                | دسامبر ۲۰۱۷  | بهترین بازیگر نقش اول زن                                                   | سالی هاوکینز                                 | نامزدشده  | [ ۷۳ ] [ ۷۴ ]                      |
| محفل زنان منتقد فیلم                | دسامبر ۲۰۱۷  | بهترین قهرمان زن                                                           | شکل آب                                       | نامزدشده  | [ ۷۳ ] [ ۷۴ ]                      |
| محفل زنان منتقد فیلم                | دسامبر ۲۰۱۷  | بهترین صحنه دو نفره                                                        | شکل آب                                       | نامزدشده  | [ ۷۳ ] [ ۷۴ ]                      |
| انجمن نویسندگان آمریکا              | فوریه ۲۰۱۸   | بهترین فیلمنامه غیر اقتباسی                                                | گیرمو دل تورو و ونسا تیلور                   | نامزدشده  | [ ۷۵ ]                             |